# Z-Ro Tolerance
Z-Ro Tolerance è il settimo album in studio del rapper statunitense Z-Ro, pubblicato nel 2003.

## Tracce
1. Go to War (featuring Daz, Papa Reu & Thug Dirt) – 3:56
2. Definition of a Real Nigga (featuring Mr. Drastic & Phenom) – 3:35
3. Creepin' (featuring Cl'Che') – 3:57
4. Party (featuring Daz) – 3:37
5. I'm a Gangsta (featuring Daz, Law Fleze & Tony Montana) – 4:35
6. Stranger in the Midst (featuring Klondike Kat) – 4:02
7. Keep Runnin' (featuring O-N-E & Slater) – 3:25
8. Who Could It Be (featuring Dougie & Trae) – 5:26
9. Jus' a Hoe (featuring Daz) – 4:28
10. Ain't Havin None of That Bullsh%#! (featuring Lil' Head) – 4:47
11. Shelter in the Storm – 3:25
12. Time and Time Again (featuring Daz & Thug Dirt) – 5:05
13. Keep on Doin It (featuring Big Mello) – 4:18